# Pepper Adams Quintet
Pepper Adams Quintet è il primo album di Pepper Adams (a nome Pepper Adams Quintet), pubblicato dalla Mode Records nel 1957.

## Tracce
Lato A
1. Unforgettable – 6:22 (Irving Gordon)
2. Baubles, Bangles and Beads – 8:29 (Robert Craig Wright, George Forrest)

Durata totale: 14:51
Lato B
1. Freddie Froo – 6:01 (Pepper Adams)
2. My One and Only Love – 3:50 (Robert Mellin, Guy Wood)
3. Muezzin' – 5:53 (Pepper Adams)

Durata totale: 15:44

## Musicisti
- Pepper Adams - sassofono baritono
- Stu Williamson - tromba, trombone a pistoni
- Carl Perkins - pianoforte
- Leroy Vinnegar - contrabbasso
- Mel Lewis - batteria